# Grójec (ville)
Pour les articles homonymes, voir Grójec.
Grójec (prononciation : [ˈɡrujɛt͡s]) est une ville polonaise du powiat de Grójec de la voïvodie de Mazovie dans le centre de la Pologne.
Elle est située à environ 40 kilomètres au sud de Varsovie, la capitale de la Pologne.
Elle est le siège administratif de la gmina de Grójec et du powiat de Grójec.

## Histoire
Établie comme village au XIe siècle, Grójec reçoit le statut de ville en 1419.
De 1975 à 1998, la ville appartenait administrativement à la voïvodie de Radom.

## Économie
La campagne environnante de Grójec est considérée comme le plus grand centre de production de pommes de Pologne. Statistiquement, une pomme sur trois en Pologne vient de Grójec.

## Relations internationales

### Jumelage
La ville de Grójec est jumelée avec:
- Italie - Canosa di Puglia
- Macédoine - Strumica
- Slovaquie - Spišská Nová Ves
- Biélorussie - Horki